# Dribbble
Ne doit pas être confondu avec Dribble
Dribbble est un site internet qui regroupe des travaux de designer. Il sert de plate-forme de conception de portfolio , l'une des plus grandes plates-formes permettant aux concepteurs de partager leur travail en ligne. La société est entièrement isolée, sans siège social.
Son principal concurrent est Behance d'Adobe Systems.

## Histoire
En 2009, Dan Cederholm et Rich Thornett ont lancé Dribbble en tant que site réservé aux membres où les concepteurs ont partagé ce sur quoi ils travaillaient: «Le nom Dribbble est né de la double métaphore des idées rebondissantes et des fuites de votre travail.»  le premier "Shot" (une petite capture d'écran du travail d'un designer en cours) a été publié par Cederholm le 9 juillet 2009. En mars 2010, il a été rendu public avec de nouveaux membres nécessitant des invitations.
Au fil des ans, des fonctionnalités telles que l'intégration d'API, les pièces jointes, les statistiques des joueurs et Pro (un profil élevé et payant), ont été ajoutées. Dribbble a lancé un tableau d'affichage des concepteurs, puis des comptes d'équipe, un podcast de conception "Overtime" et un produit de portefeuille personnalisable, "Playbook". Il a élargi sa portée mondiale pour les réunions de concepteurs en personne («Meetups»), résultant en 142 Meetups Dribbble dans le monde. À la fin de 2016, sa communauté était passée à 486 771 membres.
En janvier 2017, Dribbble a été acquis par Tiny, une famille de startups Internet et Zack Onisko a été nommé PDG. L'année 2017 a vu sa première conférence de concepteur en personne: Hang Time, depuis organisée à Boston (2017), Seattle (2018), Los Angeles (2018) et New York.
En 2018, le site a ajouté une fonctionnalité vidéo. Le site a également continué d'élargir sa portée mondiale avec 144 rencontres dans 43 pays, avec plus de 8 000 designers présents. Depuis 2019, l'équipe entièrement à distance de l'entreprise est composée de 40 employés ou plus. Le site est maintenant utilisé dans 195 pays à travers le monde et voit plus de 4 millions de visiteurs chaque mois.

## Succès
- Inc. 5000: les sociétés privées à la croissance la plus rapide en Amérique (2018[13] et 2019[14])
- Webby Awards: Honoree, Best Website - Community (2019)[15]
- CSS Design Awards: meilleure conception d'interface utilisateur, meilleure conception UX, meilleure innovation (2019)[16]
- Inc. 5000: les sociétés privées à la croissance la plus rapide d'Amérique (2018)[15]